# Toyota Dyna
De Toyota Dyna is een bedrijfswagen van Toyota. Het voertuig werd voor het eerst geproduceerd in 1959.
In Europa is de Dyna alleen beschikbaar als een truck en chassis. Sinds 1999 bestaat hij ook als Hino Dutro. Hino Motors behoort tot de Toyota-groep.

## Fotogalerij

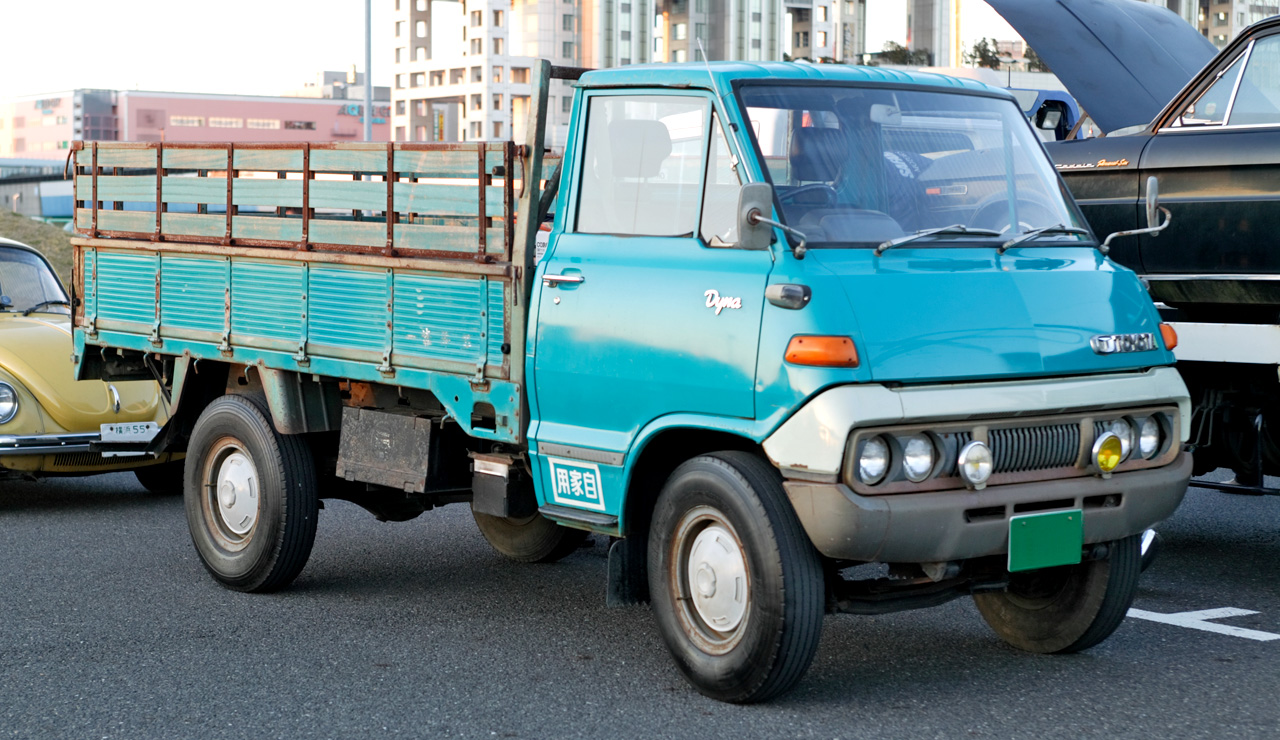
Toyota Dyna uit 2000 (RU10)
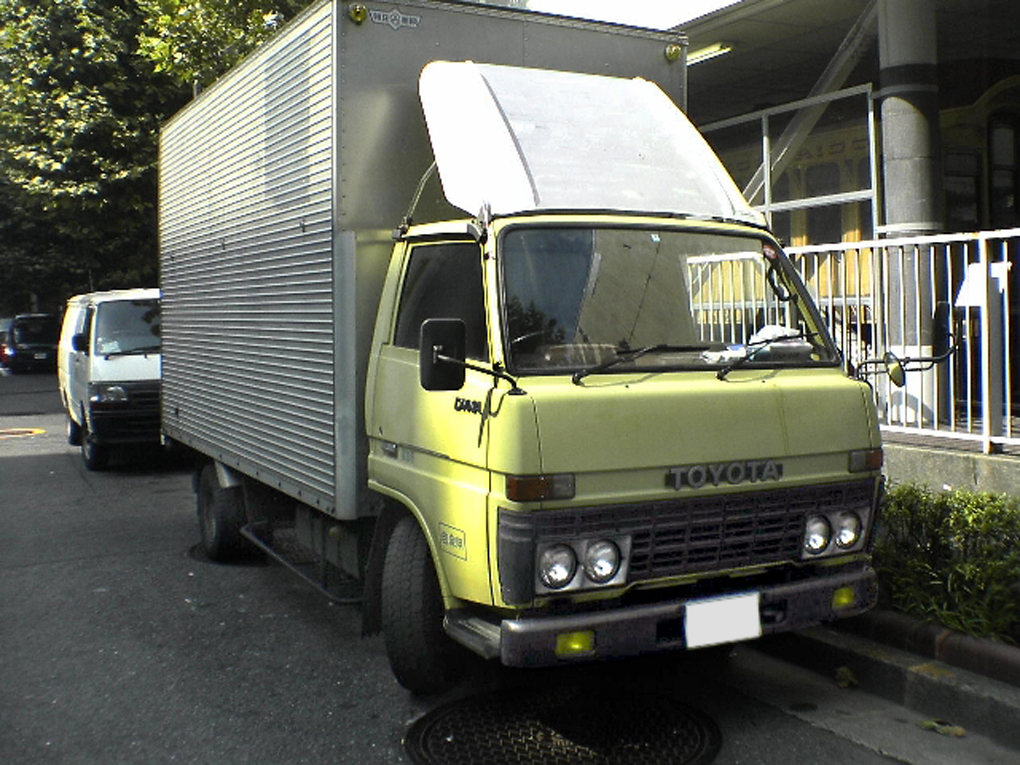
Toyota Dyna (4e generatie)
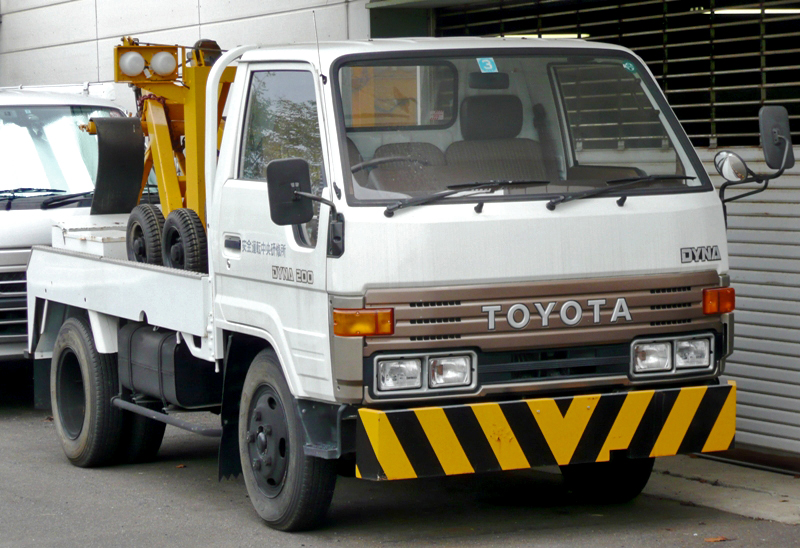
Toyota Dyna (U60-U90)

Personenauto's (leverbaar): Aygo · bZ4X · Camry · Corolla · C-HR · Highlander · Land Cruiser · Mirai · Prius · RAV4 · (GR) Supra · Yaris · Yaris Cross

Bedrijfswagens: Hilux · Proace

Niet meer leverbaar: 1000 · 2000GT · 4Runner · Auris · Avensis · Avensis Verso · Carina · Celica · Corolla Verso · Corona · Cressida · Crown · Dyna · FunCruiser · GT86 · Hiace · iQ · LiteAce · MR2 · Paseo · Picnic · Previa · Starlet · Tercel · Urban Cruiser · Verso · Verso-S · Yaris Verso